# ミェチスワフ・ボルタ＝スピェホヴィッチ
ミェチスワフ・ルドヴィク・ボルタ＝スピェホヴィッチ（ポーランド語:Mieczysław Ludwik Boruta-Spiechowicz、1894年1月20日 - 1985年）は、ポーランドの軍人。少将。

## 概要
ジェシュフ出身。ワルシャワで中学校卒業後、1913年、ベルギーに渡り、商業学校で学ぶ。1914年8月、オーストリア国民として本国に送還された。第一次世界大戦時、ユゼフ・ピウスツキのポーランド軍団に入隊し、第2歩兵連隊の小隊、中隊、大隊を指揮した。1918年夏、第2歩兵連隊第2中隊において、オーストリア軍の警戒線を突破し、第2旅団を救った。
1918年からポーランド軍。1918年～1919年、ポーランド・ソビエト戦争に従軍し、ルヴフ防衛に参加。1921年9月から第8歩兵師団参謀長、1922年11月から第32モドリン歩兵連隊長。1924年10月から第7軍団区（ポズナン）参謀次長、1925年5月から第71歩兵連隊長。1926年5月のクーデター時、ピウスツキに反対した。1926年8月からエドヴァルト・ルィツ＝シミグウィ（pl:Edward Rydz-Śmigły）の副官、1928年12月からオルリッチ＝ドレシェル将軍（pl:Gustaw Orlicz-Dreszer）の副官。1928年12月からバラノヴィッチの第20歩兵師団長。1934年からプシェムィシルの第22山岳歩兵師団長。1939年3月から作戦群長。
ドイツ軍のポーランド侵攻時、「クラクフ」軍編成下の「ビェルスコ」作戦群（別名「ボルタ」作戦群）を指揮。赤軍の捕虜となる。ヴワディスワフ・アンデルス将軍のポーランド軍編成に参加し、暫くの間、第5師団を指揮した。その後、アンデルス将軍と共にソ連を離れる。
1942年～1943年、在英第1ポーランド軍団長。終戦後、帰国。1946年、退役。